# Helicoön maioricense
Helicoön maioricense är en svampart som beskrevs av Abdullah, Cano, Descals & Guarro 1998. Helicoön maioricense ingår i släktet Helicoön och familjen Tubeufiaceae.   Inga underarter finns listade i Catalogue of Life.